# Charlie McGettigan
Charles McGettigan (Ballyshannon, 7 dicembre 1950) è un cantante irlandese.
Ha rappresentato l'Irlanda con Paul Harrington all'Eurovision Song Contest 1994, classificandosi al 1º posto e portando all'isola britannica la sua 6ª vittoria all'Eurovision Song Contest.

## Biografia
Nato a Ballyshannon, nella contea di Donegal, iniziò la carriera musicale negli ultimi anni '60, venendo influenzato dal folk irlandese.
Nel 1994 si presentò all'Eurovision Song Contest, ospitato dalla capitale irlandese di Dublino, con Paul Harrington e il brano Rock 'n' Roll Kids per rappresentare l'Irlanda. Esibitisi al 3º posto, Harrington e McGettigan si sono classificati al 1º posto con 226 punti, portando all'Irlanda la sua terza vittoria consecutiva.
Nel 2015 ha scritto e composto il singolo Anybody Got a Shoulder? per Kat Mahon, che ha preso parte all'Eurosong 2015 irlandese classificandosi al 2º posto.

## Discografia

### Album
- 1986 - Songs Of The Night (And Other Stories)
- 1994 - Rock 'N' Roll Kids - The Album (con Paul Harrington)
- 1996 - In Your Old Room
- 2001 - Family Matters
- 2011 - The Man From 20
- 2017 - Some Old Someone...

### Singoli
- 1994 - Rock 'n' Roll Kids (con Paul Harrington)
- 2017 - Dust If You Must